# Myxodagnus sagitta
Myxodagnus sagitta е вид лъчеперка от семейство Dactyloscopidae. Видът е световно застрашен, със статут Уязвим.

## Разпространение
Разпространен е в Еквадор.